# Plectris brevicollis
Plectris brevicollis är en skalbaggsart som beskrevs av Moser 1919. Plectris brevicollis ingår i släktet Plectris och familjen Melolonthidae. Inga underarter finns listade i Catalogue of Life.